# アーム・スレイブ
アーム・スレイブは、賀東招二の小説『フルメタル・パニック!』、および外伝小説『フルメタル・パニック! アナザー』に登場する、架空の人型兵器。以下はその設定である。

## 名称
armored mobile master-slave systemの略であり、直訳すると“主従追随式機甲システム”。ただし、作中では強襲機兵（きょうしゅうきへい）、あるいはASと呼ばれる。この「強襲機兵」という名前の由来については、アーム・スレイブの登場時に、そのASという略称がAssault Soldierの略という誤った報道が流れ、結局それが一般化したという設定である。
なお、強襲という言葉の意味の問題から、日本政府の公文書においては主従機士という呼称が使われているという設定があり、外伝小説『フルメタル・パニック! アナザー』に登場するAS-1 ブレイズ・レイブンの調達予定名は「一一式主従機士」であった。

## 概要
最強の陸戦兵器
SDI計画の一環として開発が進められた兵器システムであり、局地戦争の次なる主役として壮大な技術的挑戦のもと、歩兵部隊の省力化に貢献するとして時のアメリカ大統領、ロナルド・レーガンによって推し進められた。そのわずか3年後に実用化にこぎつけている。これは当時の技術レベルを遥かに凌駕しているものであり、一部では「宇宙人からの技術協力を受けた」という噂も流れた。
しかし、作中の舞台である20世紀末ではありふれたハイテク兵器として扱われており、汎用性が高く多種の武器を使いこなすマニピュレーター、あらゆる地形を走破し時速100km以上で移動する脚部などから「最強の陸戦兵器」とまで呼ばれる。
既存兵器を凌駕する汎用性
ウィスパードより齎されたブラックテクノロジーにより飛躍的に性能が向上しているため、第三世代ASからは瞬間的な重力加速度は戦闘機を凌駕するほどになっており、実際に山岳地帯や市街戦、障害物の多い地形では他の陸戦兵器より圧倒的に優位に立ち、携行火器の強力さから「戦闘ヘリも迂闊に近づけない」とされる。
その一方で、隠れる場所の無い平原や機動力が削がれる砂漠地帯などでは、機動力の高い戦闘ヘリや、攻撃力・防御力・射程に優れる戦車のほうが有利な場合もあり、正面からまともに戦車部隊などと戦うと厳しい戦いを強いられる。これは最新型の第三世代においても例外ではないが、劇中では戦車に有利な平原や砂漠のような地形での大規模な武力衝突が減っていて、紛争の主な舞台が市街地などに移っているため、市街戦で優位に立てるASは有効な主力兵器だと看做されている。
全長8～9メートル
元々、強化外骨格などの思想を発展させたもので、そのサイズは3m程度を想定していたが、当初計画されていた普通の強化外骨格のサイズでは、あまりにも低スペックであり、機動性や火力、耐弾性などに問題があった（設定上、XM3までがこの段階にある）。そこでM4以降は、あえて約8～9mにまで大型化することによって、人間比で考えれば比べ物にならないほどの高い運動性能と、電子兵装や多々のオプションを積むことを可能とした。
なお、全長8～9mというサイズは骨格の強度や電磁筋肉の適正出力、コックピットや動力源のサイズ、隠密性、輸送性、整備性、生産効率だけでなく、作戦目的やそれに要求される火器のサイズなどの多くの要素から導き出されたものである。全高40mのベヘモスは、文字通りの規格外の機体であり、ラムダ・ドライバの発動がないと自重を支えることさえ出来ずに倒壊してしまう。
ちなみに、アーム・スレイブに近いサイズの汎用ロボットとしては、『機動警察パトレイバー』に登場するイングラムも、同じく全長約8ｍである。イングラムの機体サイズについては、都市部における汎用性や、コックピットの最低限の居住性、輸送用の大型トレーラーで輸送できるサイズなどがコンセプトとなっており、アーム・スレイブにも共通するものとなっている。
マッスル・パッケージ
駆動系はマッスル・パッケージと呼ばれる、電磁収縮筋（通電により伸縮する形状記憶プラスチック）を用いており、これによって瞬間的で精微な稼動が可能となっている。ただし、第二世代ASでは、マッスル・パッケージに加えて油圧とのバイナリ方式が利用されている。これは第二世代ASがロールアウトした当初のマッスル・パッケージの性能が十分なものではなく、それ単独では十分なパワーを出すことができなかったため。その性能が向上したことから、M9以降の第三世代ASでは油圧系を全廃して機動性の向上に充てている。なお、同じ理由から第二世代機の性能も向上しており、M6A3などではM9に引けを取らないパワーを発揮することができる。例えば、M6A3でも（骨格系の破損を覚悟すれば）M9に腕相撲で勝てる可能性がある。
マッスル・パッケージには実戦用と訓練用の2種類が存在する。前者は消耗（人間で言うところの筋肉痛）が激しい代わりに発揮できるパワーに優れ、後者はその逆という特徴がある。このため、マッスル・パッケージを交換する際には全身のマッチングを行う作業（整体）が必要となる。これを実行するソフトウェアはイスラエル製のものが優秀なのに対して、日本製のそれは競争原理が働いていないためシステムに無駄が多いという設定がある。
ECS（電磁迷彩システム）
第二世代ASの多くには、ECS（電磁迷彩システム）が搭載されている。各機ごとに性能には差があるが、ECSの「通常モード」ではレーダーや赤外線をほぼ無効化する。さらに「不可視モード」を作動させることで、動かずにいれば1ｍの距離からでも識別することが困難なほどの、完璧に近い透明化を実現できる。使用時にはそれなりの動力を使用するため、あまり長時間の運用は想定されていない。
鳥にはECSの波長が見えているらしく、これを利用して「終わるデイ・バイ・デイ」の香港での作戦では、ECSで隠れているテロリストを探す際に、鳥のいない地域を捜索するという戦術が取られた。
ブラックテクノロジー
作品は20世紀のパラレルワールドであり、ECS（電磁迷彩システム）に代表されるブラックテクノロジーという設定によってこれらを成立させている。

## 世代別の性能

### 第一世代AS
M4等、ASの黎明期に開発・運用されていたAS。既に作中でも第二世代機が主力となっており、ほとんど登場しない。反応速度が遅く、移動や姿勢変更には時間がかかるものの、戦車や戦闘ヘリなどの既存の兵器に対抗できるだけの能力は有していた。しかし、コスト面では大きく劣るため、あくまで試作機・運用実験機の域を出ていない。
第一世代ASが開発された時期は、ASは未だ機甲部隊の中でイレギュラーな存在であり、待ち伏せや市街戦くらいでしかその有効性はないとされていたが、海上における潜水艦と同様に、どこにでもいる兵器と言うことも出来る。

### 第二世代AS
Rk-92 サベージやM6 ブッシュネルなどを代表とするAS。作中では各国の軍隊やテロ集団など大半の主力機がこの第二世代ASであり、今後も当分はこの第二世代ASが主流となると考えられている。
コスト面では戦車や戦闘ヘリに劣るものの、第一世代に比べて操縦性・汎用性・信頼性が高くなったため、一気に陸上兵器の主力としての地位を確立した。そのため各国が導入に動き、ソ連やアメリカ以外のフランスや日本・イギリス・ドイツなども独自のASを製作するにいたった。
主動力は主にガスタービンエンジンであるが、素材系の性能向上により現行のものより燃費が向上している。しかしその騒音から静粛性に欠け（M6A3のように、大容量のコンデンサを積むことで限定的に無音駆動を実現した機体もあるが）隠密行動には向かない。またマッスル・パッケージの出力が不足していたことから、油圧を併用したバイナリ方式で駆動している。ゆえに質量が増えがっしりとした体型となっており、またそれに伴い部品数も増加しており整備が大変になるという欠点も持つ。初期の第二世代ASの中には、ディーゼルエンジンで稼動するものもある。
なお、第一世代ASからの世代交代に際して、車輌形態への可変機構を組み込んだXM5が開発されている。しかし、舗装された路面などを移動する際にはタイヤで移動した方が燃料消費が少なく、また脚部の消耗を抑えられる利点があるとはいえ、人型兵器としてのASの信頼性を損なうものでもあった。そのため、第二世代以降の機体にこのような可変機構を持った機体は登場していない。ただし、ASの技術を転用して開発された人型作業機械「パワー・スレイブ（PS）」の一部には、車両への可変機構を備えたものも存在している。

### 第三世代AS
M9 ガーンズバックを代表とする新型AS。M9は、作中ではミスリルなどを中心とする資金の潤沢な一部の部隊でしか使用されておらず、米軍などでは公式には開発中となっている（『つどうメイク・マイ・デイ』以降、米陸軍特殊部隊にも極秘に配備されている）。東側ではZy-98 シャドウが開発されている。第二世代に比べ圧倒的な機体性能を持っており、戦場ではもはや優位ではなく覇権を保有しているとも言われる。
10数年後の『フルメタル・パニック! アナザー』の世界ではドイツ、フランス、イスラエルなどの国々でも第三世代ASが開発され各国で実戦配備されている。
主動力はパラジウムリアクターによる常温核融合発電（正確に言えばサーミオニック発電）で、完全な電磁収縮筋による電気駆動と共に高い運動能力と瞬発性、隠密性を合わせ持つ。電磁筋肉の技術が発展しそれ単独で十分な出力を得られるようになったため、第二世代で併用されていた油圧系を廃止した。そのため機体重量が大幅に減り、そのシルエットは第二世代機に比べると大幅にスリムなものになっている。また、機体重量が減ったにもかかわらず、マッスル・パッケージに防弾機能がついているため、出力・防御力共に第二世代機に勝っている。ただし、米軍が採用したM9（A系列）はROEの関係上、ある程度の被弾を受けるため、防御性能を考慮し金属・ポリマーのハイブリッド式を採用。これにより、自重の増加と運動性能の低下を招いている。
さらに、軽量化によって機体スペースに余裕ができたため第二世代に比べ多くの装備を積むことができ、不可視モードのECSや高性能なセンサー類、高度なAIが搭載されており、搭乗者の負担が軽減された。しかし高性能であるがゆえに第二世代機に比べ乗り手を選ぶ機体ともなっており、また、これ以上運動性能や瞬発性を上げても人間のほうが耐えられなくなるといわれている。
ASを戦闘機にたとえた場合、第一世代が第一次世界大戦の複葉機、第二世代が第二次世界大戦のレシプロ機、第三世代が超音速ジェット機のようなものであると作中でミスリルのサックス中尉は語っている。
そんな第三世代の中でも『フルメタル・パニック! アナザー』に登場する日本製第三世代ASブレイズ・レイヴンは特殊な立ち位置で、機体構造自体は通常の第三世代の設計を踏襲しているが、AS用クラスター式アークジェット推進器「アジャイル・スラスタ」を装備することによって世界的な基準でどの世代のASにも当てはまらないコンセプトの機体となっている。その特殊性は従来の第三世代機に慣れたベテランをして操縦失敗続出するほどで、プロペラ機しか乗った事がないパイロットが宇宙ロケットを飛ばすようなものだと形容するほど、従来機とは別次元の機動性を誇る。

### 第四世代AS
『フルメタル・パニック! アナザー』の時点では開発が進行中であり、米軍の次期主力ASとしてキャバリア社とGE社による『XM11』、ジオトロン社による『XM13』の競争試作が行われているが、この時点ではいずれも詳細不明。
『フルメタル・パニック! Family』にて正式登場。
定義としては無人機かつ旧来のASの半分のサイズ、バッテリー駆動でパワーも低いが、コストパフォーマンス的には第三世代型を上回っている。
現在確認されているのはジオトロン社とBAEシステムズ社による共同開発機の『M11ミルハウザー』。

### PS
パワー・スレイブの略。『フルメタル・パニック! アナザー』に登場。AS関連技術を用いて開発された、民間用の人型作業機械。同作の世界では、AS関係の技術が一般的なものとなっていることによるスピンオフ製品である。

## 操縦システム
バイラテラル角
ASの操縦システムはセミ・マスター・スレイブと呼ばれるものであり、基本的にAS（スレイブ）は操縦者（マスター）の動作に追随して動く。しかしASのコクピットは狭く、人間1人が動くほどの余裕は無い。そのため、搭乗者の動作を機体の側で増幅することでこの問題に対処している。その増幅度のことをバイラテラル角（BMSA）と呼び、仮にこの値が3なら、搭乗者の動作を機体の側で3倍に増幅することになる（例えば、搭乗者が腕を30度動かせば、機体は90度腕を動かす）。
バイラテラル角の設定は、状況に応じて、任意に設定が可能である。例えば、狙撃等の、精密な動作をする際には、バイラテラル角を2に設定する。激しい戦闘などでは、4に設定する…などである。長編1巻の記述によれば、宗介は3.4（サベージの場合）、3.5（アーバレストの場合）に設定している。
もっとも、全ての動作を搭乗者が律儀に行う必要は必ずしも無い。後述するマニピュレーターの操作もさることながら、歩行に関してもこれは同様。例えば、長距離行軍などを行う際は搭乗者の体力上の問題から、ペダルの踏み込みと機体の歩行を連動させるモードが使用される。逆に瞬発力が重視される戦闘機動においては、マスター・スレイブによる機動が行われる。これらの動作はECSやセンサーの使用、ジェネレーターの出力などと併せて、マスター・モードとして登録されている。M9の場合、マスター・モード7までの存在が明かされている。
モーション・マネージャ
マスター・スレイブ方式の操縦システムにおいて、搭乗者の動作を翻案し、機体に反映させるためのソフトウェア群のことを総称して、モーション・マネージャという。
熟練者は機体性能を最大限に引き出し、自分の癖に合わせるために頻繁にその設定を調整、変更する。例えばクルツの場合、狙撃に特化した彼専用の設定データを持っており、こうしたデータは研究部に送られてバージョンアップに使用されることになる（ただし、上記のクルツの設定はクセが強すぎる）。このため、作中でも『戦うボーイ・ミーツ・ガール』（4月）と『踊るベリー・メリー・クリスマス』（同年12月）とでは、同じM9でも異なる点がある。
マニピュレーター
ただし、セミ・マスター・スレイブで機体を動かすと言っても、指先まで搭乗者の動作を再現しているわけではない。手を握る、開くといった動作は操縦桿に設置されたホイールに連動しており、実際の細かい動作についてはコンピューター任せ、あるいは事前に設定したメニューから選択する必要がある。手に触れたものを握って保持する、あるいは握りつぶす場合はホイールで力加減を調整するようになっており、機体の握力を超えるものは握りつぶせないようになっている。
なお、ASが銃火器を手にした場合、手についている端子と銃火器が接続され、ASの指でトリガーを引かなくてもボタン一つで発砲が可能（実際にトリガーも付いていて、これは何らかの理由で端子が使用できないときに手動で発砲するためのもの）。
データ・グローブを用いて搭乗者の手の動きを直接再現することも技術的には可能であり、第一世代機が開発されていた頃は採用が検討されていた。だが、そうした場合には機体の手しか動かせなくなることや、戦闘中にそうした行為をする必要性がないことが統計上ハッキリしてきたことから、作中で運用されている機体には搭載されていない。
サスペンドモード
戦闘時などの性能をフルに必要とするとき以外では、電源の省力化や各部の消耗を防ぐため、機体パワーの大部分をサスペンドモード（待機状態）にしている。通常の歩行速度での移動ではサスペンドモードを利用する場合が多いが、敵地においてはその限りではない。サスペンドモードから戦闘モードへの復帰には、10秒程度の時間が必要となる。

## 登場機体

### ミスリル製
- M9
  - M9 ガーンズバック
  - M9D ファルケ
- ARXシリーズ
  - ARX-6 ハルバード（M6ベース）
  - ARX-7 アーバレスト（M9ベース）
  - ARX-8 レーバテイン

### アマルガム製
- コダール
  - Plan1056 コダール
  - Plan1058 コダールi
  - Plan1059 コダールm
- Plan1501 ベヘモス
- Plan1055 ベリアル
- Plan1211 アラストル
- Plan1065 エリゴール
- Plan1551 バリストラ

### その他
- M6
  - M6（A1・A2） ブッシュネル
  - M6A3 ダーク・ブッシュネル
  - M6A2E2 ブッシュマスター
- 日本製
  - 96式
  - AS-1 ブレイズ・レイブン
- シャドウ系列
  - Zy-98 シャドウ
  - Zy-99 シャドウ、Zy-99M シャドウ
- ミストラル2
- Rk-92 サベージ
- M4 （ペットネーム不明）
- サイクロン
- サイクロン2
- ゴブリン
- ドラッヒェ
- Rk-89 シャムロック
- セプター
- ヴォルフ
- アルカンシェル
- サイファー
- レガトゥス
- ケントゥリア
- トゥリヌス